# Maryborough (Queensland)
Maryborough es una ciudad situada en el sudeste de Queensland, Australia, se encuentra ubicada a aproximadamente 255 km al norte de la capital del estado, Brisbane. La ciudad contaba con una población de 21.501 habitantes según el censo del año 2006.

## Historia
Maryborough fue fundada en 1847, se proclamó municipio en el año 1861 y se convirtió en ciudad en el año 1905. Durante la década de 1800, la ciudad fue un importante puerto de entrada a los inmigrantes que llegaban a Queensland de todas partes del mundo. Con el tiempo la ciudad ha sido una ciudad de servicios para muchas industrias, incluyendo la extracción de oro, lana, madera y azúcar.

## Economía
El turismo desempeña un papel importante en esta ciudad.
La principal empresa industrial de la ciudad es EDI Rail" (ex senderistas Limited), una empresa de ingeniería pesada que ha construido la mayor parte del material rodante y locomotoras para la empresa Queensland Rail y en los últimos años ha participado en la construcción naval. EDI , junto con Bombardier Transportation, han construido y probado el Transperth' s serie moderna de los trenes en Maryborough, el proyecto fue iniciado a finales de 2004 .
En Maryborough, los ingresos proviene además de la agricultura, de la pesca y de la madera.